# Kalati
Kalati egy mára csaknem kihalt egykori szerb falu Bosznia-Hercegovinában, Bihács községben, a Bosznia-hercegovinai Föderáció Una-Szanai kantonjában. 

## Fekvése
Bihács központjától légvonalban 32, közúton 44 km-re délkeletre, a horvát határ mellett, Kulen Vakuftól nyugatra fekszik. 

## Népessége
| Nemzetiségi csoport | Népesség 1991 | Népesség 2013 |
| ------------------- | ------------- | ------------- |
| Szerb               | 49            | 0             |
| Bosnyák             | 0             | 1             |
| Horvát              | 0             | 0             |
| Jugoszláv           | 2             | 0             |
| Egyéb               | 1             | 0             |
| Összesen            | 52            | 1             |

## Története
Kalati szerb ortodox lakossága nagyrészt Likából és Dalmáciából, valamivel kisebb számban Bosanski Petrovacból és az Unac völgyéből származik. A falu legrégebbi családjai 200-230 éve laktak a településen, azelőtt a falu nem volt lakott, a helyén erdő volt. Kalati falut 1775 után kezdték betelepíteni. A falu akkor jött létre, amikor az első lakosság kiirtotta az erdőt és szántóföldeket létesített. A falu több hullámban népesült be, az első családok 1780-1800 között, majd a doljani felkelés előtt 1858-ban, majd a felkelés után, az 1875-1878-as boszniai-hercegovinai felkelés idején, valamint az 1878-as osztrák-magyar megszállás után telepedtek le. Az utolsó betelepítési hullám 1890-től az első világháború előtti 1914-1918-ig terjedt.
A második világháború idején a szerb etnikum az usztasák vezette Független Horvát Állam, a náci Németország bábállamának népirtó politikája célpontja volt, amely a tengelyhatalmak a jugoszláviai inváziója után kezdődött. 1941 júliusában és augusztus elején a Kulen Vakuf környéki falvakban tömegesen mészárolták le a szerb lakosságot. 1941 augusztusának elején Kalati falu összes szerb civiljét is lemészárolták vagy bebörtönözték Kulen Vakufban, így a falu elnéptelenedett, amíg Kulen Vakuf és bebörtönzött civilek 1941. szeptember 6-án fel nem szabadultak. 1941. augusztus 30-ig az usztasák közel 200 szerb nőt és gyereket öltek meg Kalatiban.